# Víctor Ullate Roche
Víctor Ullate Roche (Bruselas, 2 de mayo de 1973) es un actor, bailarín y coreógrafo español. Es hijo de los bailarines Víctor Ullate y Carmen Roche.

## Carrera artística
Entre 1989-1992 inició sus estudios de Danza Clásica en el Centro de Danza Carmen Roche. 
En 1992 y hasta 1994 se diploma en la Escuela Rudra de Teatro, Danza y Canto de Maurice Béjart en Lausanne (Suiza) de la mano de maestros como Alain Louafi en Teatro, Carolyn Carlson y Malou Airaudo en Danza Contemporánea, David Howard y Azari Plisetsky en Danza clásica.
Durante los años 1995 y 1996 realiza cursos de cine bajo la dirección de Mariano Barroso, de Interpretación con Juan Carlos Corazza y en el Actors Studio con John Strasberg.
Su experiencia profesional se inicia en 1993 de la mano de Maurice Bèjart con las obras Autour de Faust y Concerto en Re como protagonista realizando una gira europea.
En 1994-1999 participa en la obra de Lindsay Kemp Company La Cenicienta interpretando un papel secundario. En esos mismos años participa en series de televisión y algunas películas como ¡Ay señor, señor!, Carmen y familia, Oui ou pas, Pon un hombre en tu vida, Km.0 o A las once en casa entre otras. A destacar su papel protagonista en la serie Tres son multitud.
En el año 1996 inicia su trayectoria en el teatro – comedia musical con papeles protagonistas en obras tan relevantes como West Side Story, con la que estuvo nominado como mejor bailarín en los premios Max de teatro, Grease, Te quiero eres perfecto ya te cambiaré, obra premiada en los Max de teatro como mejor espectáculo musical, La bella y la bestia, Cats y sus últimos éxitos en Cantando bajo la lluvia y Romeo y Julieta; esta última nominada en los premios Max 2006 como mejor obra de teatro infantil. Además de participar en la obra de teatro infantil Clown Quijote de La Mancha, producida por la compañía Uroc Teatro.
En 2008 se incorpora al programa de televisión Fama ¡A bailar!, dedicado a la búsqueda de nuevos talentos en la danza y el baile contemporáneo, en condición de Director de la Academia. En paralelo participa en el musical Quisiera ser, basado en canciones del grupo Dúo Dinámico, en el Teatro Nuevo Apolo de Madrid.
Tras participar en la segunda edición de Fama ¡A bailar! prestó su voz a algunas canciones utilizadas en el nuevo espectáculo del Ballet de Carmen Roche El patito feo. A principios de 2009 sacó al mercado su primer álbum llamado Can you feel the musical, un homenaje a las canciones de los grandes musicales del mundo del cine.
En 2009, se incorporó al musical Spamalot, en el papel de Sir Robin, que se estrenó el 10 de septiembre de 2009 en la Gran Vía de Madrid.
Aunque en un principio estaba previsto que repitiera nuevamente como director de la Academia en la tercera edición de Fama ¡A Bailar!, finalmente será sustituido por la que fuera Jefa de Estudios en las otras dos ediciones, Lola González. La razón se debe a la incompatibilidad de horarios del musical Spamalot. 
En 2010, aparece como jurado en las galas de ¡Más Que Baile!.
Actualmente dirige junto a su mujer, Nuria Sánchez, una escuela de Artes Escénicas llamada Sing and dance Project Victor Ullate Roche en la que se encargan de la formación de jóvenes artistas.

## Trayectoria

### En Teatro
- 2022 Mercado de Amores
- 2018 El jovencito Frankenstein
- 2017 Pareja abierta
- 2015 Hércules (teatro de Mérida)
- 2013 El otro gran teatro del mundo
- 2012 Orquesta de señoritas
- 2011 Cyrano de Nueva Orleans
- 2011 Mi primera vez
- 2010 El extraño viaje
- 2009 Monty Python's Spamalot
- 2008 El patito feo (voz en varias canciones)
- 2008 Quisiera ser
- 2007 El día del padre
- 2006 Mar y cielo
- 2005-06 Clownquijote de la Mancha
- 2005-06 Otelo
- 2004-05 Cantando bajo la lluvia
- 2004-05 Romeo y Julieta (pensado para niños y niñas)
- 2003-04 Cats
- 2000-02 Te quiero, eres perfecto, ya te cambiaré
- 2000 La bella y la bestia
- 1999-98 Grease
- 1998-96 West Side Story
- 1995-94 La cenicienta
- 1993 Autour de Faust y concierto en RE
- 1990 The young europeans dance in Glasgow

### En Cine
- 2000 Km. 0

- 1995 Pon un hombre en tu vida

### En Televisión
- 2010 ¡Más que baile!
- 2008-2009, 2018 Fama, ¡a bailar!
- 2006 Los simuladores
- 2003 Tres son multitud
- 2001 Periodistas
- 2001 Europeos somos todos
- 2000 Policías, en el corazón de la calle
- 1998 A las once en casa
- 1995 ¡Ay, Señor, Señor!